# Обсерватория Циммервальда
Обсерватория Циммервальда (нем. Observatorium Zimmerwald) — астрономическая обсерватория, принадлежащая Астрономическому институту Бернского университета (Astronomical Institute of the University of Bern). Обсерватория была построена в 1956 году в десяти километрах от Берна, Швейцария, неподалёку от города Циммервальд.
Многочисленные кометы и астероиды были открыты Паулем Вильдом (1925—2014) в Обсерватории Циммервальда, в первую очередь, комета 81P/Вильда, которую посетил космический зонд НАСА Стардаст в 2004 году. Пояс астероидов 1775 Циммервальд был назван в честь обсерватории.

## Телескопы и оборудование

### ZIMLAT (Zimmerwald Laser and Astrometric Telescope)
- Апертура: 1 метр
- Тип: комбинированный (лазерный дальномер + астрометрия)
- Год ввода в эксплуатацию: 1997
- Основные задачи:
  - Лазерная локация спутников (SLR)
  - Астрометрические наблюдения астероидов, комет, космического мусора
  - Исследование орбит спутников и объектов вблизи Земли (NEO)

ZIMLAT — один из немногих телескопов в мире, совмещающих лазерную локацию и оптическую астрометрию на одной монтировке.

## Дополнительное оборудование
- Меньшие телескопы для визуальных и CCD-наблюдений
- Лазерные установки для измерений расстояний

- Высокоточные GPS и тайминг-системы

## Научная деятельность
Обсерватория активно участвует в следующих направлениях:
- Мониторинг космического мусора
- Оптическое слежение за искусственными спутниками Земли
- Астрометрия малых тел Солнечной системы (астероиды, кометы)
- Лазерная локация спутников (Satellite Laser Ranging, SLR)
- Поддержка миссий Европейского космического агентства (ESA)

AIUB является одним из ведущих центров в Европе по отслеживанию и каталогизации объектов на орбите.

## Международное сотрудничество
Обсерватория сотрудничает с различными международными организациями и программами:
- ILRS (International Laser Ranging Service)
- ESA (Европейское космическое агентство)
- IAU (Международный астрономический союз)
- NASA (по обмену данными об орбитах и космическом мусоре)

## Достижения и открытия
- Множество астрометрических наблюдений малых тел, зарегистрированных в базе MPC (Minor Planet Center)
- Участие в наблюдениях и уточнении орбит потенциально опасных объектов (PHAs)

- Определение траекторий космического мусора в рамках программ ЕС по безопасности орбит